# Љи Алци (Ливорно)
Љи Алци је насеље у Италији у округу Ливорно, региону Тоскана.
Према процени из 2011. у насељу је живело 91 становника. Насеље се налази на надморској висини од 13 м.